# Saint-Saturnin-de-Lucian
Saint-Saturnin-de-Lucian är en kommun i departementet Hérault i regionen Occitanien i södra Frankrike. Kommunen ligger i kantonen Gignac som tillhör arrondissementet Lodève. År 2022 hade Saint-Saturnin-de-Lucian 289 invånare.

## Befolkningsutveckling
Antalet invånare i kommunen Saint-Saturnin-de-Lucian
Referens:INSEE